# Gmina Marciszów
Die Gmina Marciszów ist eine Landgemeinde im Powiat Kamiennogórski der Woiwodschaft Niederschlesien in Polen. Ihr Sitz ist das gleichnamige Dorf (deutsch: Merzdorf im Riesengebirge) mit etwa 1600 Einwohnern.

## Geographie

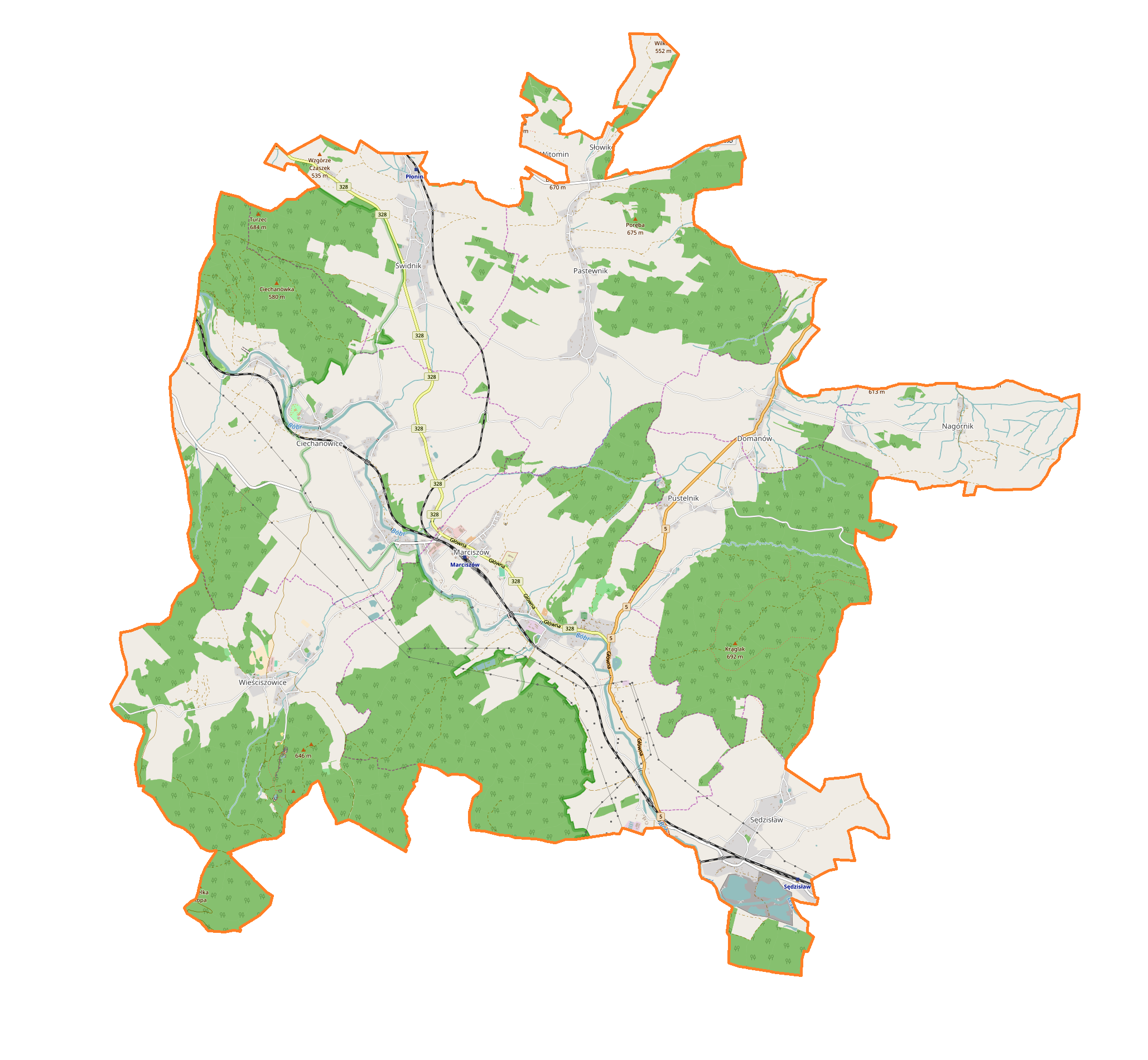
Karte der Landgemeinde

Die Gemeinde liegt im Süden der Woiwodschaft Niederschlesien. Die Kreisstadt Kamienna Góra (Landeshut) liegt vier Kilometer südlich. Nachbargemeinden sind Bolków im Norden, Stare Bogaczowice im Osten, Czarny Bór im Südosten, Kamienna Góra im Süden und Janowice Wielkie im Westen.
Die Gemeinde liegt zwischen Riesengebirge und Bober-Katzbach-Gebirge im Tal des Bober (Bóbr). Östlich des Hauptorts erreicht der Krąglak (Kregler) eine Höhe von 692 Metern.

## Geschichte
Die Landgemeinde wurde 1973 aus verschiedenen Gromadas wieder gegründet. Ihr Gebiet gehörte bis 1975 zur größeren Woiwodschaft Breslau und kam dann bis 1998 zur Woiwodschaft Jelenia Góra. Der Powiat wurde in dieser Zeit aufgelöst. Zum 1. Januar 1999 kam die Gemeinde zur Woiwodschaft Niederschlesien und wieder zum Powiat Kamiennogórski.

## Gliederung
Die Landgemeinde Marciszów besteht aus neun Dörfern (deutsche Namen, amtlich bis 1945) mit einem Schulzenamt:
- Ciechanowice (Rudelstadt)
- Domanów (Thomasdorf)
- Marciszów (Merzdorf)
- Nagórnik (Hohenhelmsdorf)
- Pastewnik (Kunzendorf am Großhau)
- Pustelnik (Einsiedel)
- Sędzisław (Ruhbank)
- Świdnik (Streckenbach)
- Wieściszowice (Rohnau)

## Denkmalgeschützte Sehenswürdigkeiten (Auswahl)

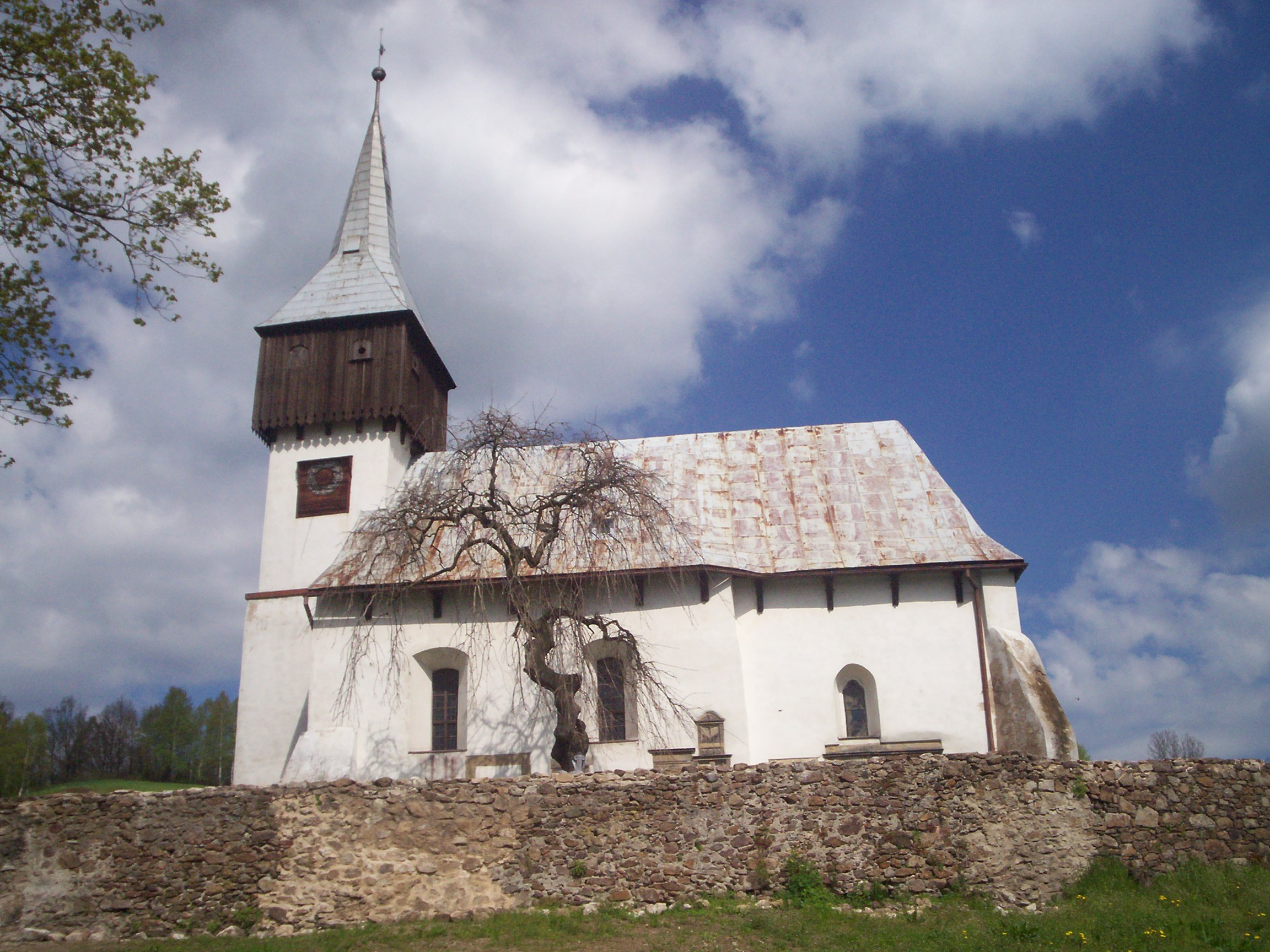
Kirche St. Katharina

- Kirche St. Katharina von 1378 in Marciszów
- Evangelische Kirche von 1844, seit etwa 1945 katholische Pfarrkirche des Hauptorts
- Schloss Rudelstadt in Ciechanowice

## Verkehr
Die Landesstraße DK5 führt von der tschechischen Grenze bei Lubawka (Liebau) über Strzegom (Striegau) nach Breslau. Die abzweigende Woiwodschaftsstraße DW328 führt über Chojnów (Haynau) nach Nowe Miasteczko (Neustädtel).
An der Bahnstrecke Zgorzelec–Wałbrzych bestehen die Bahnhöfe Marciszów (Merzdorf) und Sędzisław (Ruhbank) sowie die Station Ciechanowice (Rudelstadt). Die abzweigende Bahnstrecke Sędzisław–Lubawka führt in die Kreisstadt. An Wochenenden gibt es grenzüberschreitenden Zugverkehr nach Freiheit und Trautenau in Tschechien. Daneben besteht regionaler Busverkehr. Die Bahnstrecke nach Jerzmanice-Zdrój mit der Station Płonina (Nimmersatt) in Świdnik (Streckenbach) wird nicht mehr im Personenverkehr bedient.
Der nächste Flughafen ist Breslau.